# Messe en si mineur
La Messe en si mineur (en allemand h-Moll-Messe) est une œuvre musicale composée par Johann Sebastian Bach (BWV 232), pour un chœur, cinq chanteurs solistes (deux sopranos, un contralto, un ténor, une basse) et un orchestre. 
Composé originellement dans les années 1730, dans une version brève, pour solliciter le titre de compositeur à la cour de Frédéric-Auguste II à Dresde, Bach revient sur cet ouvrage et le complète au soir de sa vie comme une sorte de testament musical, synthèse de tout son savoir-faire.
Il réalise alors essentiellement un assemblage de diverses pages puisées dans plusieurs de ses oeuvres et réécrites par lui selon le procédé dit de la parodie: par exemple la cantate BWV 12 a fourni la matière du Crucifixus, l’Hosanna est repris de la cantate BWV 215, l’Agnus Dei provenant quant à lui de l’Oratorio de l'Ascension (BWV 11). Seul un tiers de l'œuvre environ consiste en compositions « originales ». Les quelques pièces composées à cette occasion (Credo, Incarnatus, Confiteor) sont parmi les toutes dernières composées par Bach.
La tonalité de si mineur, comme le veut l'usage, vient de la première pièce (Kyrie eleison), les autres numéros étant, à l'exception du n° 26 (Agnus Dei en sol mineur),  dans les tons voisins, particulièrement dans la gamme relative, c'est-à-dire ré majeur (13 sur les 27 numéros).

## Histoire
Bach a travaillé sur cette œuvre à deux périodes principales séparées de plus de vingt ans,.

### Version de 1733

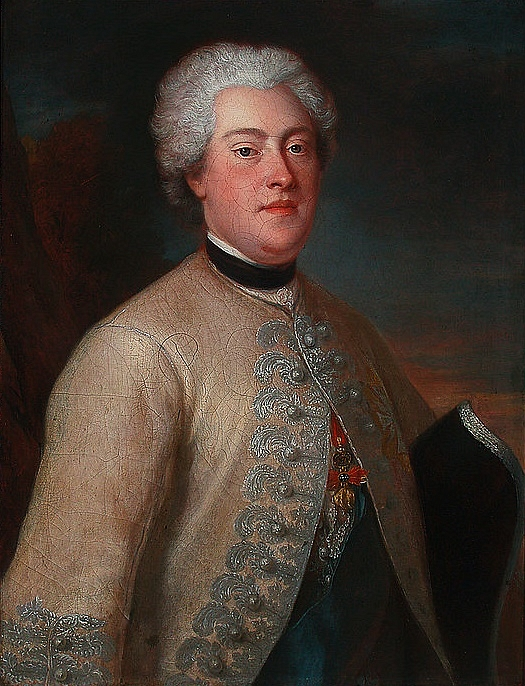
Frédéric-Auguste II, dédicataire de la Missa brevis.

Au début des années 1730, Bach recherche une reconnaissance officielle pour son travail. Il occupe alors un poste important de cantor à Leipzig, mais il est lassé de la routine et des conflits avec ses supérieurs. Il aspire à un témoignage de reconnaissance qui pourrait améliorer sa position sociale et apaiser les tensions.
Une opportunité se présente en 1733 à la mort d'Auguste le Fort, roi de Pologne et électeur de Saxe. Bach saisit cette occasion pour demander le titre de musicien de la cour au nouveau souverain, Frédéric-Auguste II. 
Pour appuyer sa requête, il compose alors une Missa Brevis voulant montrer l'étendue de ses talents de compositeur, dans des styles variés. Cette Missa Brevis est constituée de pièces composées pour l'occasion en 1733, comme le Kyrie et le Gloria, mais aussi de parodies de cantates composées précédemment. Il compose probablement ces nouvelles pièces pendant le deuil national de quatre mois suivant la mort d'Auguste le Fort, pendant lequel il n'eut pas à faire exécuter de cantates à Leipzig.
Il envoie à Dresde la partition et les parties séparées de sa Missa, accompagnée d'une supplique :

« Monseigneur, J’offre avec la plus profonde dévotion à Votre Royale Majesté le présent exemple de la science que j’ai pu acquérir dans la musique, en La priant très humblement de ne pas le juger selon sa médiocre composition, mais d’après Sa clémence bien connue, et de condescendre à me bien vouloir prendre sous Sa très puissante protection. Depuis quelques années, j’ai eu et j’ai encore la direction de la musique dans les deux principales églises de Leipzig, situation dans laquelle j’ai subi divers affronts immérités et, en outre, la diminution des accidentia attachés à ces fonctions, chose qui cesserait si Votre Majesté me faisait la grâce de me conférer le titre de membre de la chapelle de Sa cour et ordonnait qu’un décret fût publié à cet effet par les hautes autorités compétentes. Le gracieux accueil que Votre Majesté ferait à ma très humble demande me soumettra à une infinie vénération, et je m’offre avec la plus consciencieuse obéissance à démontrer en toute occasion mon zèle infatigable en composant de la musique sacrée aussi bien que pour l’orchestre chaque fois que Votre Majesté me fera la grâce de l’exiger, et à consacrer toutes mes forces au service de Votre Majesté. Avec une incessante fidélité, je demeure, de Votre Majesté, le très humble et très obéissant serviteur, Johann Sebastian Bach. Dresde, le 27 juillet 1733 »

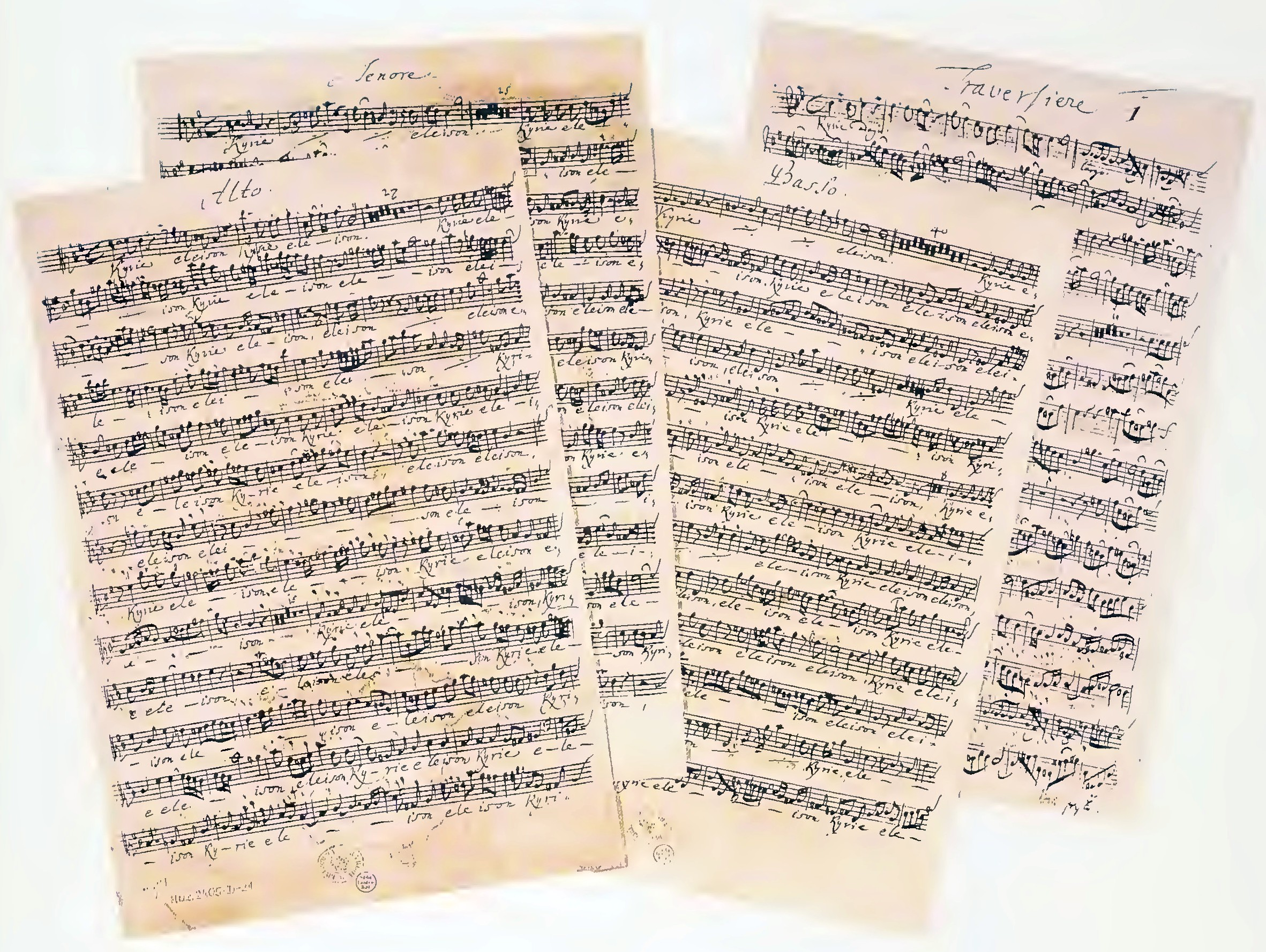
Parties séparées pour une exécution à Dresde.

Cependant, la succession d'Auguste le Fort est contestée, ce qui retarde la nomination de Bach. Il a fallu attendre 1736 et l'intervention probable du baron von Kayserling, un admirateur de Bach et ambassadeur de Russie en Saxe, pour que la demande aboutisse. Bach donne un récital d'orgue à Dresde en décembre 1736, après quoi le titre de compositeur de la cour lui a été officiellement accordé, mais purement honorifique et sans les fonctions et émoluments associés.

### Version de 1748-1749

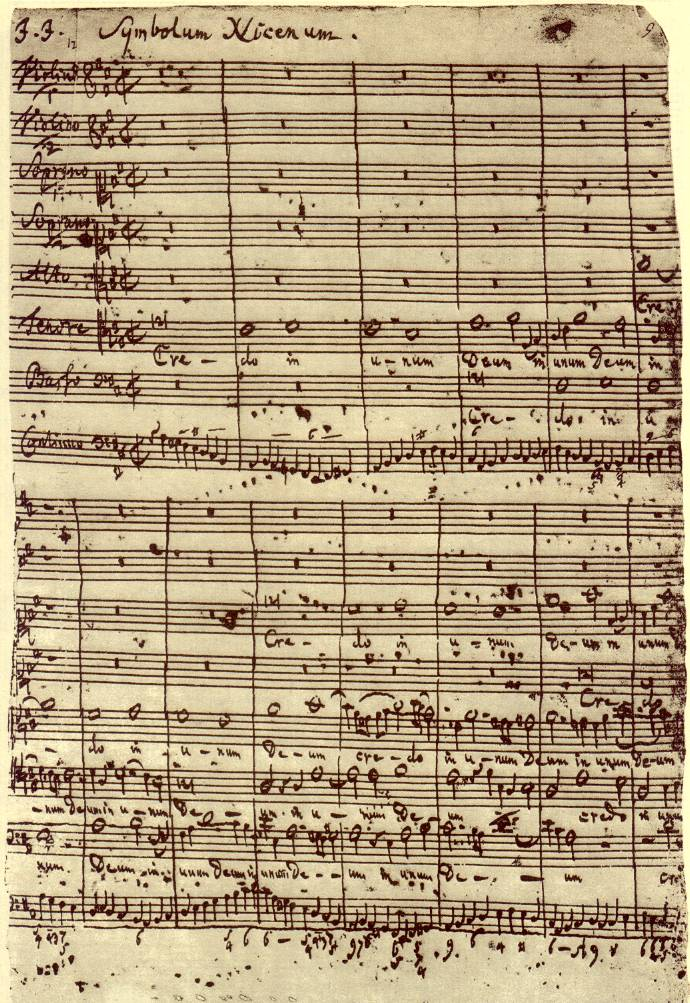
Credo du Symbolum Nicenum, composé en 1748-49.

En 1733, Bach considérait cette oeuvre comme achevée, comme en témoignent les mentions Fine et Soli Deo Gloria à la fin du Gloria. Cette forme de Missa brevis est de plus la forme la plus courante de messe musicale protestante et n'appelle pas de complément. 
En 1748, Bach se décide pourtant à élargir cette oeuvre en Missa tota, en ajoutant les parties traditionnelles du Missale Romanum : le Credo, Sanctus et les parties finales de la messe. Bach est alors sur la fin de sa vie (il mourra en 1750), devient aveugle, n'a presque plus d'activité de Cantor et ne compose plus que très peu (mais, dira son biographe Johann Nikolaus Forkel, « ne pouvait toucher une plume sans produire un chef-d'œuvre »). Les raisons qui le poussent à produire cet effort restent sans explication établie, malgré les intenses recherches sur ce sujet.
Il s'agirait même véritablement de la toute dernière œuvre composée et constituée par Bach, plutôt que L'Art de la fugue comme on l'a longtemps cru, selon les études graphologiques des deux partitions. Ces études graphologiques semblent montrer également une participation d'autres personnes à la constitution de la partition manuscrite, et notamment de Johann Christoph Friedrich Bach, montrant une implication et une motivation certaine à obtenir une partition utilisable, avec peut-être des parties séparées destinées à une exécution réelle. La question est de se demander pourquoi cet homme fatigué et malade, a interrompu la composition de L'Art de la fugue, pourtant destiné à la publication, pour réaliser principalement un assemblage d'anciennes pièces, pour compléter une œuvre dont la tradition luthérienne ne demandait pas de complément, et injouable du fait de sa longueur et de son effectif instrumental dans des offices normaux.
Une hypothèse plausible, bien que restant hypothétique, serait une commande du comte Johann Adam von Questenberg (1678-1752), aristocrate morave, mélomane, catholique, et surtout membre de la Congrégation musicale de Vienne. Cette société avait pour tradition de faire exécuter en concert une messe importante, le jour de la Sainte-Cécile (fête des musiciens), qui devait donc être prête pour le 22 novembre 1749. La datation du manuscrit et de l'accélération des travaux est compatible avec cette hypothèse, suggérée par la découverte en 1981 d'une correspondance du comte Questenberg avec l'entourage de Bach, mais sans éléments explicites. 
Quoi qu'il en soit, il est généralement admis que Bach, aux forces physiques déclinantes, a de toutes façons donné à cette œuvre une valeur de testament musical.

### Postérité

#### Exécutions
Bach n'a jamais entendu la messe dans son intégralité. Seul le Sanctus, composé en 1724, a été exécuté par Bach à diverses reprises à Leipzig, seul, dans sa version de la Messe.
On a cherché, sans succès, des interprétations complètes de la Messe dans la seconde moitié du XVIIIe siècle, après la mort de Bach. Mais on sait que son fils Carl Philipp Emanuel Bach a donné pour un concert de charité le Symbolum Nicenum, à Hambourg le 9 avril 1786, avec semble-t-il un succès considérable, rapporté par la presse. Soucieux de la postérité de son père, CPE Bach a permis l'étude et la copie de la partition, et on a retrouvé une douzaine de copies complètes, datant de la seconde moitié du XVIIIe, dont une en possession de Josef Haydn. En 1810, Beethoven était au courant de son existence, et en a demandé à plusieurs reprises une copie.

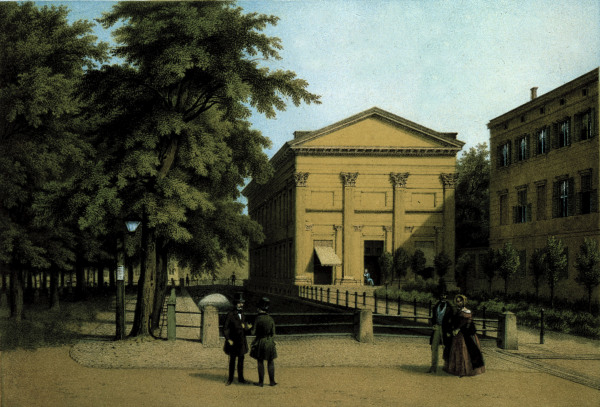
Singakademie de Berlin où a été créée la Messe en si, en 1834.

À partir de 1811, la partition est étudiée à la Singakademie de Berlin, sous l'impulsion de Carl Friedrich Zelter, grand admirateur de Bach, qui n'hésite pas à qualifier l'oeuvre de « vraisemblablement le plus grand chef-d’œuvre musical que le monde ait jamais vu ». Diverses parties de l'oeuvre sont exécutées à Berlin à diverses occasions, entre 1827 et 1831. Et le 20 février 1834, la première exécution intégrale de la Messe en si est donnée à la Singakademie sous la direction de Carl Friedrich Rungenhagen le successeur de Zelter.
Ce n'est qu'en 1859 que la Messe est créée à Leipzig même, en concert public, à l'Église Saint-Thomas, par Carl Riedel, dans une traduction allemande.
En France, il faut attendre 1875 pour une exécution partielle (le Symbolum Nicenum) au Conservatoire de Paris, et 1886 à Strasbourg (alors sous occupation allemande), pour une exécution complète, et 1891 à Paris, toujours au Conservatoire.
Depuis 2015, le manuscrit de Bach de la partition est inscrit au registre international « Mémoire du monde » de l'Unesco.

#### Edition

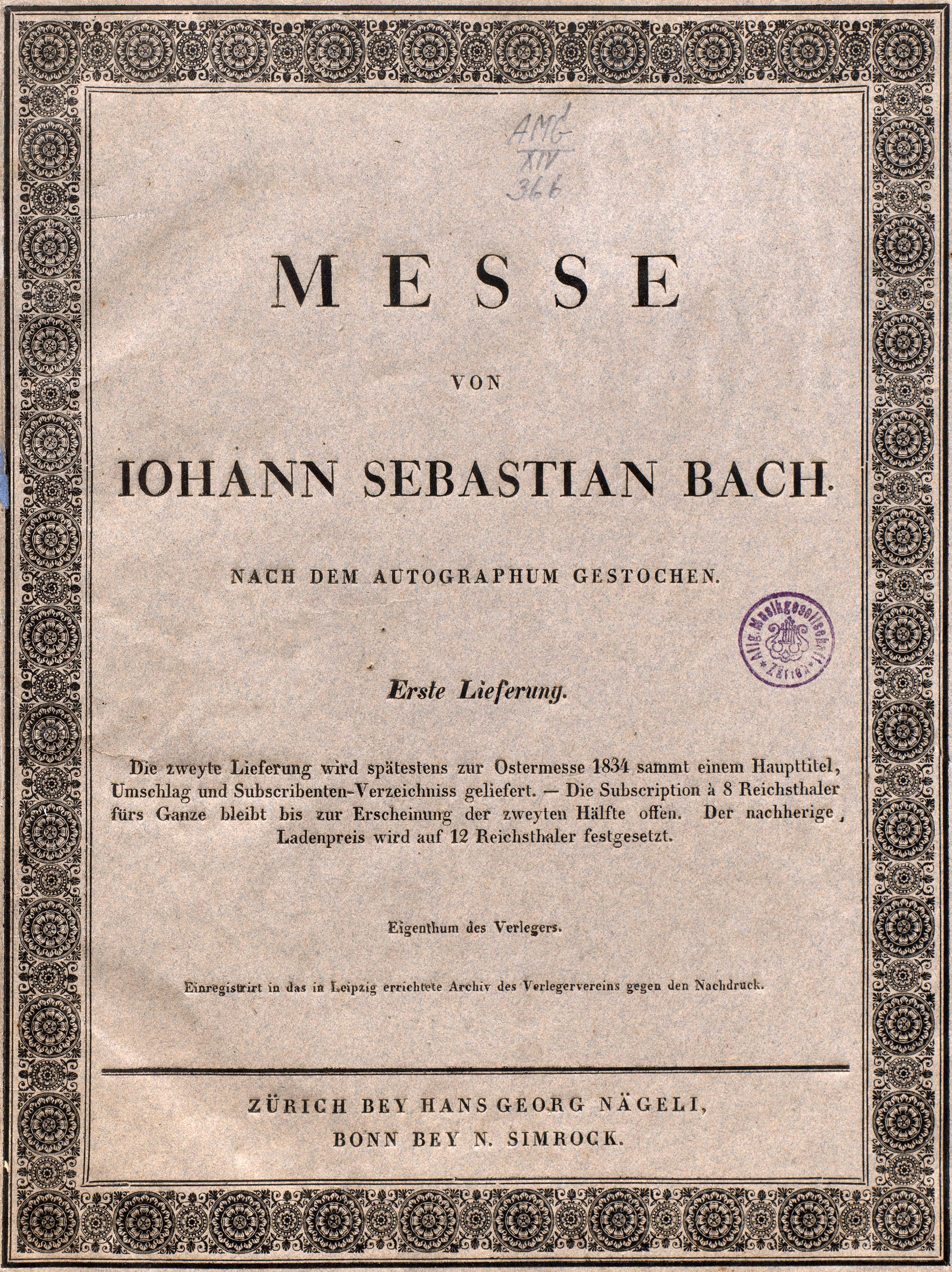
Page de garde de la première édition partielle de 1833, par Nägeli/Simrock.

L'édition de la Messe en si représente un travail et des défis considérables et a posé pendant longtemps des problèmes. 
Dès 1816, Samuel Wesley, qui a beaucoup oeuvré pour la redécouverte de Bach, envisage d'éditer le Credo, mais sans succès.
L'éditeur Nägeli à Zurich acquiert les droits de l'autographe en 1806, et lance une souscription en 1818 pour une édition intégrale, avec un succès limité. En définitive, seule la version de 1733 (Missa brevis) est publiée en 1833, pour le centenaire de la composition. L'intégralité ne parait qu'en 1845, en association avec un autre éditeur, N. Simrock de Bonn. C'est à cette occasion que l'oeuvre, qui n'avait aucun titre particulier auparavant, est nommée Die Hole Messe in H moll, (La Grande Messe en si mineur).
En 1850, la Bach-Gesellschaft veut commencer l'édition intégrale des oeuvres de Bach par la Messe en si, mais n'y parvient qu'en 1856, après de nombreuses difficultés. Notamment, la BG n'a pas eu accès à l'autographe de Nägeli, et s'est fondé sur l'édition de Nägeli et quelques parties recopiées.
C'était également le premier volume prévu de l'édition de la Neue Bach-Ausgabe en 1955, sous la houlette de Friedrich Smend, mais qui là encore a été publié avec difficulté, après les cantates, et fut le volume le plus critiqué de cette édition.
Des éditions plus définitives sont apparues à la fin du XXe siècle et au début du XXIe. Notamment, l'édition Peters de 1997, l'édition Breitkopf de 2006 par Joshua Rifkin, et l'édition révisée de la NBA en 2010.

## Signification liturgique
Certains musicologues (en particulier Gilles Cantagrel et Philippe Charru) ont noté le côté œcuménique de l'ouvrage, catholique par sa forme et luthérienne dans son esprit. Le credo est noté Symbolum Nicenum (Symbole de Nicée) dans la partition ; il s'agit de la profession de foi chrétienne œcuménique, commune aux églises catholique, protestante et orthodoxe. Même le mot « Catholique » du Credo (et in unam sanctam catholicam et apostolicam Ecclesiam) est interprété par les Luthériens dans son sens propre de "universelle", et non dans le sens de "papiste".
Le dédicataire initial (le prince électeur de Dresde, qui était catholique) peut en être une explication partielle, la cité abritant les deux confessions.
La Messe en si mineur était considérée comme une œuvre catholique par la famille Bach,, bien que le texte et la structure s'éloigne de la liturgie catholique en plusieurs points :
- Dans le Gloria après Domine, fili unigenite, Jesu Christe, le mot altissime fait référence à la liturgie de Martin Luther.
- Dans le Sanctus on trouve gloria eius au lieu de gloria tua.
- Le Sanctus est isolé dans la Messe en si, alors qu'il est relié au Benedictus et à l' Hosanna dans la liturgie catholique. Mais il ne s'agit peut-être pas d'une volonté, mais du simple fait de la récupération d'un Sanctus composé précédemment.

## Structure et correspondances
| BWV | BC |                                                               | Tonalité                     | Année composition originale | Origine                                  | Commentaires           |  |
| --- | -- | ------------------------------------------------------------- | ---------------------------- | --------------------------- | ---------------------------------------- | ---------------------- |  |
| I   |    | Missa brevis : Kyrie, Gloria (1733)                           |                              |                             |                                          |                        |  |
| 1   | 1  | Kyrie eleison (chœur)                                         | si mineur                    | 1733                        | Original                                 |                        |  |
| 2   | 2  | Christe eleison (duo pour soprano & alto)                     | ré majeur                    | 1733                        | Original                                 |                        |  |
| 3   | 3  | Kyrie eleison (chœur)                                         | fa# mineur                   | 1733                        | Original                                 |                        |  |
| 4   | 4  | Gloria in excelsis (chœur)                                    | ré majeur                    | 1717-1723                   | Concerto perdu, recyclé en 1733          | → BWV 191/1 en 1740-45 |  |
| 5   | 5  | Et in terra pax (chœur)                                       | ré majeur                    | 1733                        | Original                                 |                        |  |
| 6   | 6  | Laudamus te (aria pour alto solo)                             | la majeur                    | 1733                        | Original                                 |                        |  |
| 7   | 7  | Gratias agimus tibi (chœur)                                   | ré majeur                    | 1731                        | BWV 29/2                                 |                        |  |
| 8   | 8  | Domine Deus (duo pour soprano & ténor)                        | sol majeur                   | 1727                        | peut-être BWV 193a/5 (musique disparue)  | → BWV 191/2            |  |
| 9   | 9  | Qui tollis peccata mundi (chœur)                              | si mineur                    | 1723                        | BWV 46/1                                 |                        |  |
| 10  | 10 | Qui sedes ad dextram Patris (alto solo)                       | si mineur                    | 1733                        | Original                                 |                        |  |
| 11  | 11 | Quoniam tu solus sanctus (basse solo)                         | ré majeur                    | 1733                        | Original                                 |                        |  |
| 12  | 12 | Cum Sancto Spiritu (chœur)                                    | ré majeur                    | 1733                        | Original                                 | → BWV 191/3            |  |
| II  |    | Symbolum Nicenum : Credo (1748/49)                            |                              |                             |                                          |                        |  |
| 1   | 13 | Credo in unum Deum (chœur)                                    | mode de sol sur la ré majeur | 1748-49                     | Original                                 |                        |  |
| 2   | 14 | Patrem omnipotentem (chœur)                                   | ré majeur                    | 1729 ?                      | voir BWV 171/1                           |                        |  |
| 3   | 15 | Et in unum Dominum (duo pour soprano & alto)                  | sol majeur                   | 1733                        | esquisse pour BWV 213/11                 | 2 variantes            |  |
| 4   | 16 | Et incarnatus est (chœur)                                     | si mineur                    | 1748-49                     | Original                                 |                        |  |
| 5   | 17 | Crucifixus (chœur)                                            | mi mineur                    | 1714                        | BWV 12/2                                 |                        |  |
| 6   | 18 | Et resurrexit (chœur)                                         | ré majeur                    | 1727                        | supposé BWV Anh. 9/1                     |                        |  |
| 7   | 19 | Et in Spiritum Sanctum (basse solo)                           | la majeur                    | ?                           | Inconnue                                 |                        |  |
| 8   | 20 | Confiteor (chœur)                                             | fa# mineur                   | 1748-49                     | Original                                 |                        |  |
| 9   | 21 | Et expecto (chœur)                                            | ré majeur                    | 1728-29                     | BWV 120/2                                |                        |  |
| III |    | Sanctus (1725)                                                |                              |                             |                                          |                        |  |
|     | 22 | Sanctus (chœur)                                               | ré majeur                    | 1724                        | Composé pour les cérémonies de Noël 1724 |                        |  |
| IV  |    | Osanna et Benedictus, Agnus Dei et Dona nobis pacem (1748/49) |                              |                             |                                          |                        |  |
| 1   | 23 | Osanna in excelsis (chœur)                                    | ré majeur                    | 1732                        | supposé BWV Anh. 11/1                    | → BWV 215/1            |  |
| 2   | 24 | Benedictus (ténor solo)                                       | si mineur                    | ?                           | Inconnue                                 |                        |  |
| 3   | 25 | Osanna repetatur (« On répète Osanna » : chœur)               | ré majeur                    | 1732                        | Répétition du n° 23                      |                        |  |
| 4   | 26 | Agnus Dei (alto solo)                                         | sol mineur                   | 1735 ?                      | supposé BWV Anh. 196/3, BWV 11           |                        |  |
| 5   | 27 | Dona nobis pacem (chœur)                                      | ré majeur                    | 1731                        | Répétition n°7                           |                        |  |

## Discographie
Quelques versions de référence.
- Karl Richter et le chœur et l'orchestre Bach de Munich.
- Michel Corboz et l'Ensemble Vocal et Instrumental de Lausanne.  Michel Corboz a enregistré quatre fois la Messe en si : deux fois chez Erato en 1971 et 1980, puis chez Virgin, en 1996 et 2007.
- Chœurs de la BBC, Orchestre Boyd Neel, Georges Enesco, avec Suzanne Danco, Kathleen Ferrier, Peter Pears, Bruce Boyce, Norman Walker (1951, BBC).
- Nikolaus Harnoncourt, Concentus Musicus Wien, Wiener Sängerknaben et Chorus Viennensis, Rotraud Hansmann (soprano I), Emiko Iiyama (soprano II), Helen Watts (contralto), Kurt Equiluz (ténor), Max van Egmond (basse) (1968, Das Alte Werk/Teldec/Warner).
- Gustav Leonhardt avec La Petite Bande (1985, Harmonia Mundi).
- John Eliot Gardiner avec The Monteverdi Choir et The English Baroque Soloists (1988, Archiv)
- Frans Brüggen (1989, Philips).
- René Jacobs,  RIAS Kammerchor - Akademie für Alte Musik Berlin, Hillevi Martinpelto, Bernarda Fink, Axel Köhler, Christoph Prégardien, Matthias Goerne, Franz-Josef Selig (1993, Harmonia Mundi).
- Ensemble vocal et instrumental de Lausanne, dir. Michel Corboz (Vers.1976 et vers. 1996)
- Philippe Herreweghe, Collegium Vocale Gent, avec Johannette Zomer, Véronique Gens, Andreas Scholl, Christoph Prégardien, Peter Kooy, Hanno Müller-Brachmann (1996, Harmonia Mundi).
- Thomas Hengelbrock (1997, DHM).
- Masaaki Suzuki avec le Bach Collegium Japan, 2007[9].
- Marc Minkowski avec Les Musiciens du Louvre, 2008.
- Jordi Savall et le Concert des Nations, 19 juillet 2011 depuis l'abbaye de Fontfroide, Narbonne, VIe édition du festival « Musique et Histoire pour un dialogue interculturel ».
- Ensemble Pygmalion, dir. Raphaël Pichon Missa 1733 (2012, Alpha Classics). En avril 2024, Raphaël Pichon réenregistre l'œuvre pour Harmonia Mundi.
- Orchester & Chor der J.S. Bach-Stiftung, dirigé par Rudolf Lutz, 2016.

#### Autographe
- Partition originale, Staatsbibliothek zu Berlin
- Partition originale du Sanctus (1724), Staatsbibliothek zu Berlin

#### Partitions
- « Bachs h-Moll-Messe » (partition libre de droits), sur l'IMSLP.
- Partitions libres de h-Moll-Messe dans Choral Public Domain Library (ChoralWiki)
- Messe in h-Moll (MIDI/MP3) pour la répétition des choristes.

#### Bases de données et dictionnaires
- Ressources relatives à la musique :   - International Music Score Library Project
  - Carnegie Hall
  - MusicBrainz (œuvres)
- Notices dans des dictionnaires ou encyclopédies généralistes :   - Britannica
  - Den Store Danske Encyklopædi
  - Store norske leksikon
- Notices d'autorité :   - VIAF
  - BnF (données)
  - IdRef
  - LCCN
  - GND
  - Japon
  - Pologne
  - Israël
  - Catalogne
  - Australie
  - WorldCat